# Angelique Hoorn

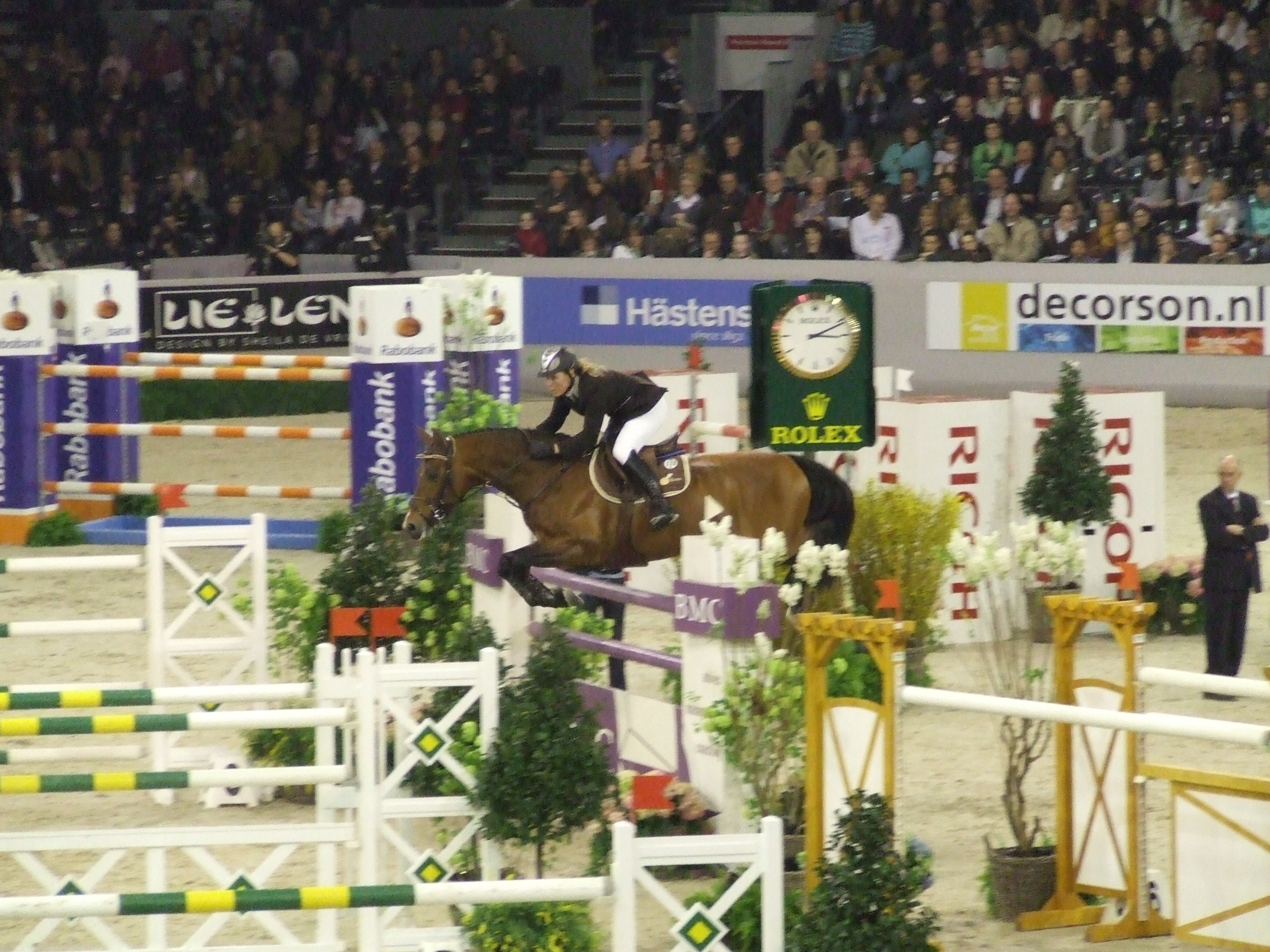
Angelique Hoorn met Blauwdraads

Angelique Hoorn, (Wanneperveen, 25 april 1975), woonachtig te Wanneperveen, is een Nederlandse springruiter (amazone). 
Zij werd op 6 mei 2007 voor de tweede maal in haar carrière met een foutloos parcours het Nederlands Kampioen bij de springruiters met haar paard de hengst O'Brien bij het Nederlands Kampioenschap Concours Hippique, wat dat jaar gehouden werd in het Brabantse Mierlo. Zij liet drie mannen, te weten: Gerco Schröder uit Tubbergen met Acapulco en Eric van Vleuten met Pitareusa respectievelijk als tweede en derde achter zich. Ben Schröder behaalde hierbij een vierde plaats. Piet Raijmakers, de 50-jarige routinier, wist nu zelfs geen podiumplaats meer te bereiken en werd achtste.

Op 18 juli 2008 werd aan de pers bekendgemaakt dat zowel Angelique Hoorn als Marc Houtzager naar de Olympische Spelen gaan.

## Palmares
In 2000 bereikte Angelique Hoorn op een NK een vierde plaats.

In 2001 werd ze ook al eens het Nederlands Kampioen, toen met haar paard Hascal te Papendal.

In 2002 bereikte ze een tweede plaats te Jerez.

In 2006 werd zij derde achter Gerco Schröder en Harrie Smolders uit Lage Mierde.

In 2007 werd zij in Mierlo Nederlands Kampioen met haar paard O'Brien.